# Ceratozamia mexicana
Ceratozamia mexicana Brongn., 1846 è una cicade della famiglia delle Zamiaceae, nativa del Messico.
È la specie tipo del genere Ceratozamia.

## Descrizione

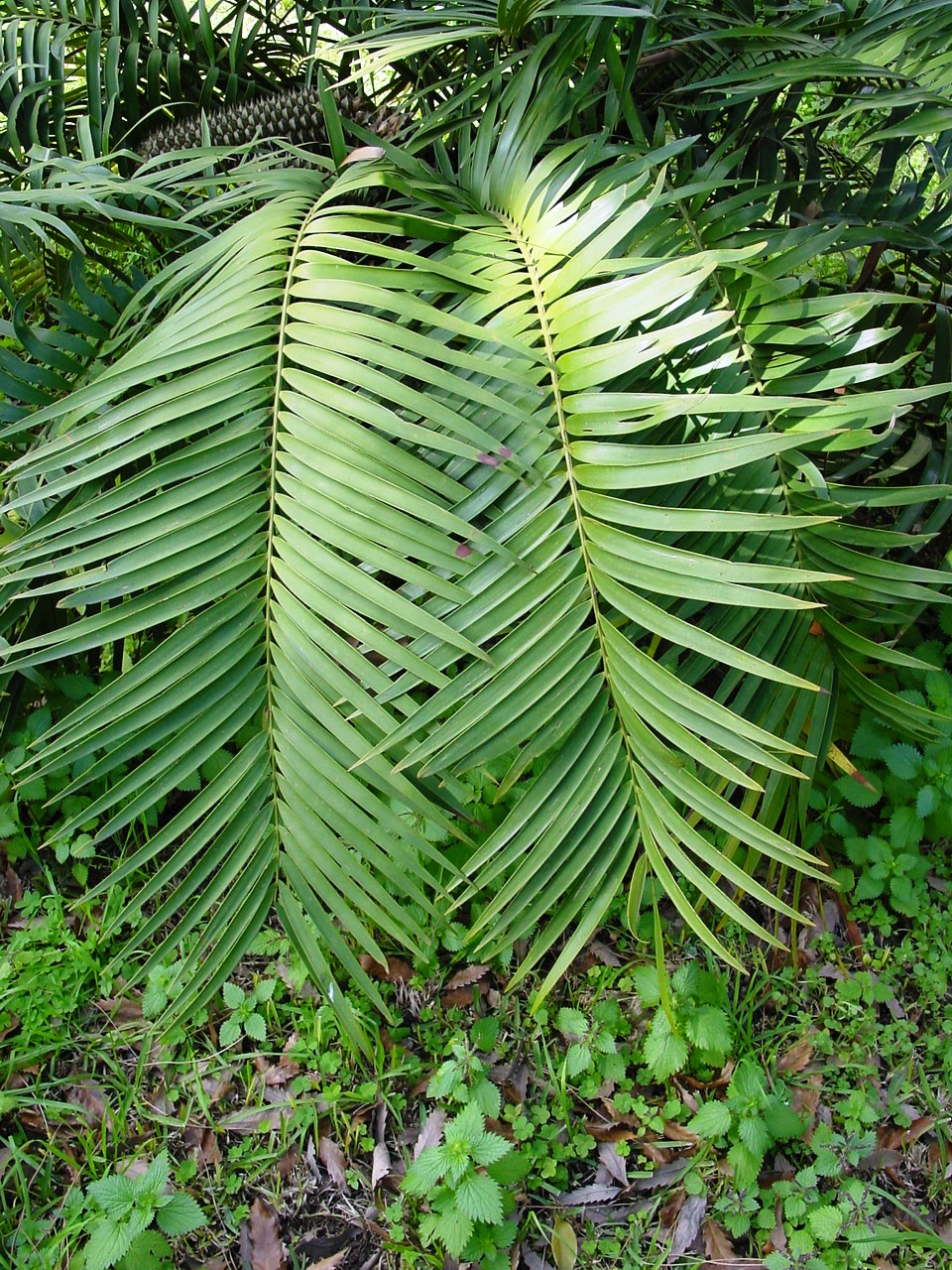
Foglie

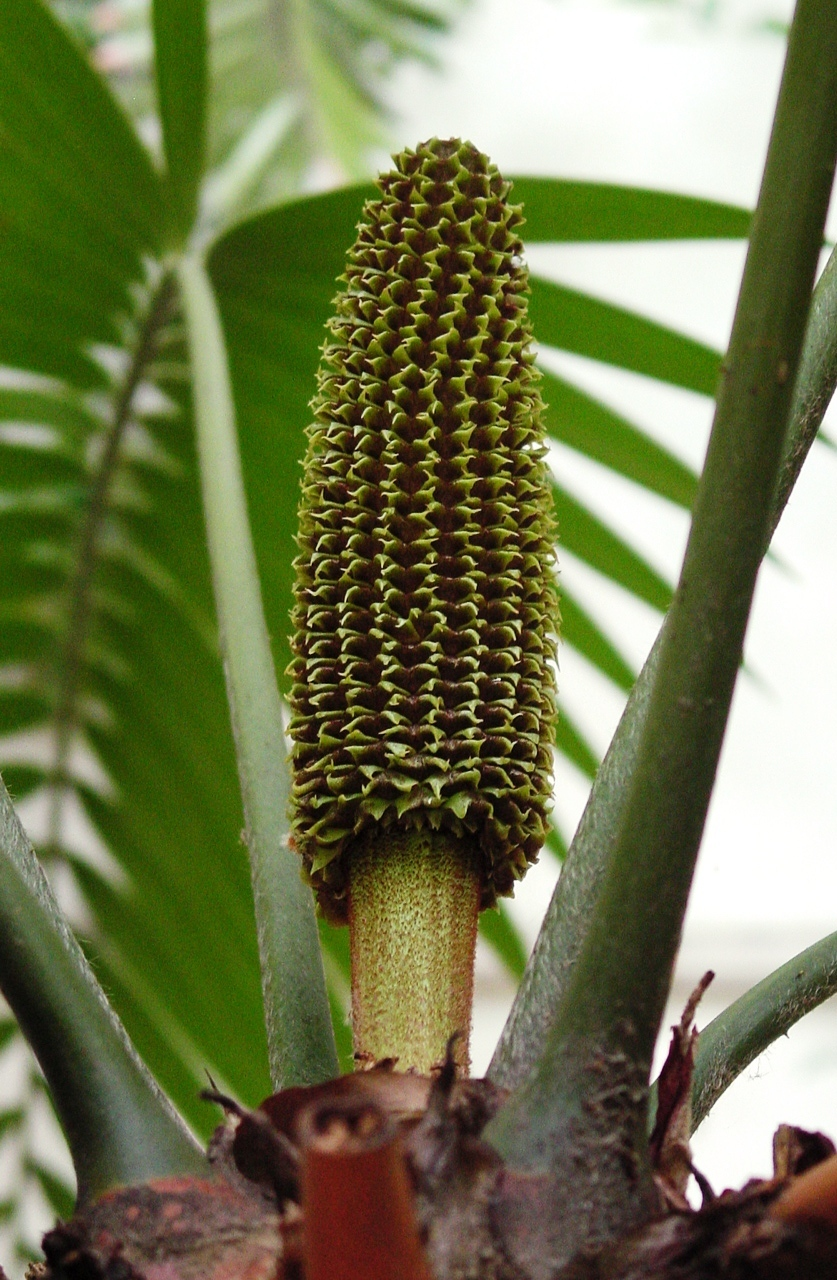
Cono maschile

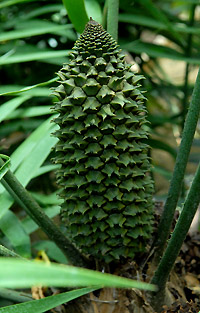
Cono femminile

È una pianta a portamento arboreo, pachicaule, con fusto alto 50 cm per  20 cm di diametro.
Le foglie, di colore verde brillante e lucide, sono disposte a corona alla cima del fusto, in numero di  12-20.  Sono lunghe 100–150 cm ed hanno un lungo picciolo spinoso di 20–50 cm, che si continua nel rachide centrale sul quale si inseriscono da 50 a 150 foglioline coriacee, lanceolate, simmetriche, a margine liscio, lunghe 20–30 cm.ng, 15–40 mm wide.
I coni maschili sono di colore marrone, fusiformi, lunghi 20–30 cm, peduncolati. Quelli femminili, di forma ovoidale-cilindrica, hanno più o meno le stesse dimensioni ma sono di colore tendente al grigio.
I semi, ovoidali, lunghi circa 2 cm, sono ricoperti da un tegumento biancastro che tende, nel tempo, a virare verso il marrone.

## Distribuzione e habitat
È endemica di alcune ristrette aree del versante atlantico del Messico (stati di Hidalgo, Puebla, San Luis Potosí, Querétaro de Arteaga e Veracruz).

## Conservazione
La Lista rossa IUCN classifica questa specie come vulnerabile a causa della ristrettezza del suo areale.
La C. mexicana è inserita nella Appendice I della CITES (specie di cui è vietato il commercio).